# Ann-Kristin Leo

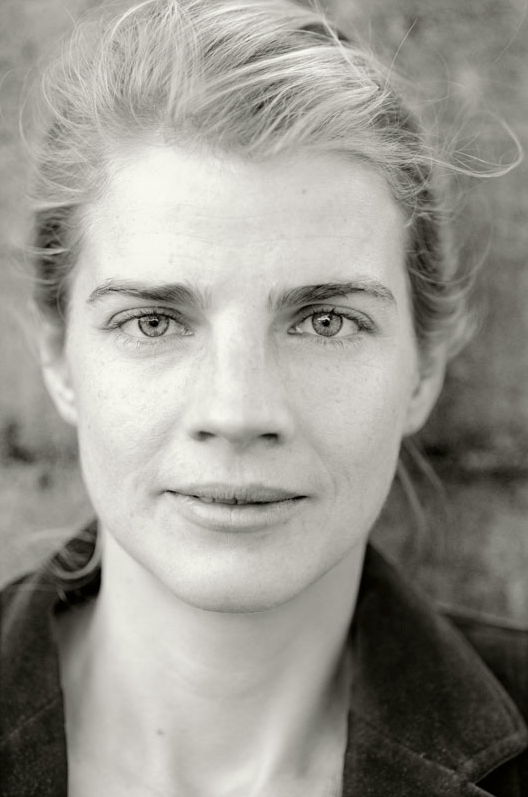
Ann-Kristin Leo

Ann-Kristin Leo (* 1978 in Celle, Niedersachsen) ist eine deutsche Schauspielerin.

## Leben
Ihre Schauspielausbildung machte Ann-Kristin Leo unter anderem am Lee Strasberg Theatre Institute in New York; derzeit lebt sie in München. Leo spielte in mehreren deutschen Fernsehfilmen und der Serie Nicht von schlechten Eltern mit; in dieser Serie hatte sie als Freundin von Moritz Schefer ihr Debüt. Sie wurde für diese Rolle unter den Schülern an einem Bremer Gymnasium, das Drehort der Serie war, ausgewählt.

## Filmografie
- 1993–1997: Nicht von schlechten Eltern – Regie: Rainer Boldt
- 1996: Nur für eine Nacht – Regie: Michael Gutmann
- 2000: Die Wache, Volles Risiko – Regie: Kai Christiansen
- 2000: Laß uns Freunde bleiben –  Kurzfilm, Regie: Nepomuk Fischer
- 2003: Kant für Anfänger –  Mehrteiler, Regie: Werner Kiefer
- 2005: Kant, Sophie und der kategorische Imperativ – Regie: Carolin Otto
- 2009: Um Himmels Willen, Toter Mann – Regie: Ulrich König
- 2018: Wilsberg – Minus 196° – Regie: Martin Enlen